# 初田哲男
初田 哲男（はつだ てつお、1958年12月31日 - ）は、日本の理論物理学者。原子核理論・ハドロン物理学が専門分野。
現在は理化学研究所数理創造プログラム（iTHEMS）のプログラムディレクターを務める。
ワシントン州立大学アシスタント・プロフェッサー、筑波大学助教授、京都大学助教授、東京大学教授などを歴任し、2012年から理化学研究所仁科加速器研究センターにおいて主任研究員・副センター長として量子ハドロン物理学研究室を主宰した。

## 略歴
- 1958年 - 大阪府に生まれる
- 1977年 - 大阪府立北野高等学校卒業
- 1981年 - 京都大学理学部卒業
- 1986年 - 京都大学大学院理学研究科物理学第二専攻 修了（理学博士）
  - 指導教官は玉垣良三
- 1986年 - 高エネルギー物理学研究所物理系理論部 客員研究員
- 1988年 - ニューヨーク州立大学ストーニーブルック校 博士研究員
- 1990年 - ヨーロッパ共同原子核研究機構（セルン）理論部 リサーチアソシエイトフェロー
- 1990年 - ワシントン州立大学原子核理論研究所（INT）リサーチアシスタントプロフェッサー
- 1992年 - ワシントン州立大学 物理学科 アシスタントプロフェッサー
- 1993年 - 筑波大学物理学系助教授
- 1998年 - 京都大学大学院理学研究科 助教授
- 2000年 - 東京大学大学院理学系研究科教授
- 2012年 - 理化学研究所 仁科加速器研究センター主任研究員、副センター長
  - 2013年に理化学研究所において理論科学連携研究推進グループ (iTHES)を設立し、ディレクターを兼務
- 2016年 - 理化学研究所 数理創造プログラム（iTHEMS）プログラムディレクター

## 研究・人物
量子色力学（QCD）を中心に強相関系を幅広く研究している。特にクォークやグルーオンの多体系に関してクォーク・グルーオン・プラズマの理論や格子ゲージ理論を用いた核力の導出などの業績がある。
分野間交流を通じた学際的研究の推進にも強い意欲を持っており、理化学研究所における学際的な理論科学研究グループである数理創造プログラムの設立を主導し、量子コンピュータや理論生物学に関する論文も著している。
2020年には株式会社理研数理の設立にも関わり、Chief Science Advisorに就任している。
妻は素粒子物理学者で順天堂大学教授の初田真知子。

## 受賞
- 1997年 - 第12回 西宮湯川記念賞
- 2012年 - 第17回 日本物理学会論文賞
- 2012年 - 第23回 つくば賞
- 2012年 - 仁科記念賞
- 2014年 - 文部科学大臣表彰（科学技術分野）
- 2017年 - 第57回 東レ科学技術賞

## 著書
- Kohsuke Yagi, Tetsuo Hatsuda, and Yasuo Miake, "Quark-Gluon Plasma: From Big Bang to Little Bang (Cambridge Monographs on Particle Physics, Nuclear Physics and Cosmology)," Cambridge University Press. （ハードカバー版 2005年、ペーパーバック版 2008年）
- 『岩波講座計算科学〈２〉計算と宇宙』宇川彰、青木慎也、初田哲男、柴田大、梅村雅之、西村淳、岩波書店、2012年
- エイブラハム・フレクスナー 、ロベルト・ダイクラーフ『「役に立たない」科学が役に立つ』野中香方子、西村美佐子（翻訳）、初田哲男（監訳）、東京大学出版会、2020年
- 初田哲男、大隅良典、隠岐さや香、柴藤亮介『「役に立たない」研究の未来』柏書房、2021年
- 横倉祐貴、ジェフリ・フォーセット、土井琢身、瀧雅人、初田哲男、坪井俊『数理は世界を創造できるか: 宇宙・生命・情報の謎にせまる』東京大学出版会、2021年
- 『数理の窓から世界を読みとく　素数・AI・生物・宇宙をつなぐ』初田哲男 、柴藤　亮介 編著、岩波書店、2021年